# Vârful Omu, Munții Suhard
Vârful Omu, Munții Suhard, cu altitudinea de 1.932 m este cel mai înalt pisc al Munților Suhard, grupă montană ce aparține Carpaților Maramureșului și ai Bucovinei, care la rândul lor fac parte din cele 52 de grupe montane ale lanțului muntos al Carpaților Orientali.